# Monte Alegre de Goiás
Monte Alegre de Goiás is een gemeente in de Braziliaanse deelstaat Goiás. De gemeente telt 7.466 inwoners (schatting 2009).

## Geboren
- Douglas Pereira dos Santos (1990), voetballer